# Alexander Pearce
Alexander Pearce (1790 – 19 de julio de 1824) fue un convicto irlandés que fue deportado a la colonia penal en Tierra de Van Diemen (ahora Tasmania), Australia, durante siete años por robo. Se escapó de prisión varias veces, supuestamente convirtiéndose en un caníbal durante dos de las fugas. Finalmente fue capturado y ahorcado en Hobart por asesinato, antes de ser diseccionado.

## Primeros años
Pearce nació en el condado de Monaghan, Irlanda. Trabajador agrícola católico romano, fue sentenciado en Armagh en 1819 a transporte penal a Van Diemen's Land por "el robo de seis pares de zapatos". Continuó cometiendo varios delitos menores mientras estuvo en la colonia penal de Van Diemen's Land, de la que pronto escapó. La edición del 18 de mayo de 1822 del Hobart Town Gazette informó sobre esta fuga y anunció una recompensa de £10 por su recaptura. Cuando lo atraparon, lo acusaron de fuga y falsificación de una orden, un delito grave. Por esto, recibió una segunda sentencia de deportación, esta vez al nuevo establecimiento penal secundario en la Sarah Island en Macquarie Harbour.

## Fuga y canibalismo

Copia de la sentencia de muerte pronunciada sobre Alexander Pearce

El 20 de septiembre de 1822, Pearce, junto con otros siete convictos de la Centro Penal de Macquarie Harbour: Alexander Dalton, Thomas Bodenham, William Kennerly, Matthew Travers, Edward Brown, Robert Greenhill y John Mather, escaparon mientras trabajaban en el lado este del puerto. Greenhill, que tenía un hacha, se autoproclamó líder, apoyado por su amigo Travers, con quien había sido enviado a Macquarie Harbour por robar la goleta del empresario Anthony Fenn Kemp en un intento de fuga. A los 15 días de viaje, los hombres estaban hambrientos y se hizo un sorteo para ver quién sería asesinado para comer. Thomas Bodenham (o quizás Alexander Dalton: ver más abajo) sacó la pajita más corta y Greenhill lo despachó con un hacha. En este punto, tres de la compañía (Dalton, Kennerly y Brown) se asustaron y se marcharon. Kennerly y Brown llegaron a Macquarie Harbour, pero Dalton parecía haber muerto de agotamiento. Eso dejó a Greenhill, Travers, John Mather y Alexander Pearce. Con Greenhill y Travers actuando como un equipo, el turno de Mather o Pearce sería el siguiente. Pearce parece haberse puesto del lado de Greenhill y Travers en este punto, y Mather fue la siguiente víctima. Luego, Travers fue mordido en el pie por una serpiente. Greenhill insistió en que lo llevaran durante cinco días, pero cuando quedó claro que no se recuperaría, lo mataron.
Supuestamente, Pearce agarró el hacha, mató a Greenhill y se lo comió. Más tarde asaltó un campamento aborigen y robó más comida. Llegó a los distritos colonizados y el pastor que lo encontró comiendo un cordero era un viejo amigo. Pearce fue reclutado en una red de robo de ovejas y finalmente fue arrestado junto con William Davis y Ralph Churton, quienes fueron ahorcados por robar y escapar de una escolta militar.
En total, Pearce había estado prófugo durante 113 días, un poco menos de la mitad de los cuales pasó en el desierto. Encerrado en Hobart, Pearce hizo una confesión al reverendo Robert Knopwood, magistrado y capellán. Sin embargo, Knopwood no creyó la historia del canibalismo y estaba convencido de que los demás seguían viviendo como bushrangers. Envió a Pearce de vuelta a Macquarie Harbour.
Hay inconsistencias en la historia de Pearce. Hizo tres confesiones: la confesión de Knopwood; una confesión al teniente Cuthbertson, comandante de Macquarie Harbour cuando estaba en el hospital después de la segunda fuga (en esta versión, Dalton es la primera víctima); y una confesión al padre Phillip Connolly, el sacerdote católico de la colonia, la noche antes de su ejecución; y algunos de los detalles difieren. Lo que es incontrovertible es que ocho hombres se adentraron en el bosque en Macquarie Harbour, y solo tres salieron; y de los cuatro hombres que estaban vivos cuando Dalton, Kennerly y Brown se marcharon, solo uno sobrevivió.
En noviembre del año siguiente, Pearce logró escapar una vez más, esta vez acompañado por un compañero de prisión llamado Thomas Cox. Sin embargo, la libertad de Pearce duró poco, ya que fue capturado de nuevo en apenas diez días. Luego fue llevado a juicio en el Tribunal Supremo de Van Diemen's Land en Hobart. El juicio se centró en su presunto asesinato y canibalización de Thomas Cox.
Los observadores notaron que Pearce no encajaba en la imagen estereotipada de un caníbal. A pesar de su estatura relativamente pequeña de 1,6 metros (5 pies 3 pulgadas), que estaba por debajo de la media para esa época, poseía una constitución fuerte y fibrosa. Tales atributos físicos no parecían coincidir con la descripción de alguien que supuestamente había participado en actos de canibalismo. Un informe publicado en el Hobart Town Gazette el 25 de junio de 1824, incluso mencionó que no parecía agobiado por el "peso de la sangre humana" y las acusaciones de consumir carne humana.
Durante su detención, se encontraron partes de los restos de Cox en los bolsillos de Pearce. Esta evidencia, combinada con la confesión de Pearce, dejó poco espacio para la duda sobre su culpabilidad. En su confesión, Pearce reveló que había matado a Cox al darse cuenta de que Cox no sabía nadar cuando llegaron al río King.
Cabe destacar que el caso de Pearce marcó varias primicias dentro del sistema judicial de Tasmania. Fue el primer delincuente en enfrentar la ejecución bajo el nuevo marco de la Corte Suprema. Además, su confesión lo convirtió en el primer individuo conocido en los tribunales de Tasmania en admitir actos de canibalismo.
Alexander Pearce fue ahorcado en la cárcel de la ciudad de Hobart a las 9 de la mañana del 19 de julio de 1824, después de recibir los últimos sacramentos del padre Connolly.

## Legado

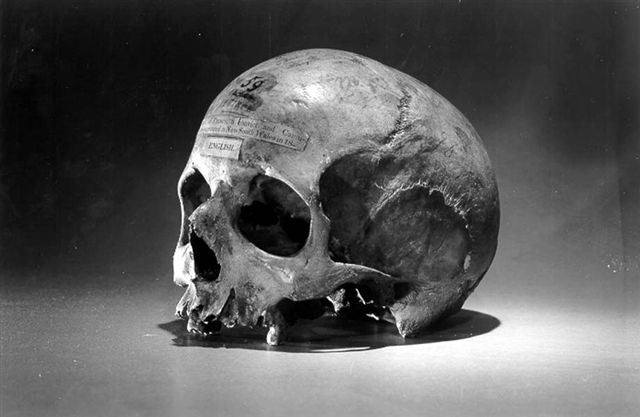
El cráneo de Pearce

- Se cree que el cráneo de Pearce fue vendido por el cirujano que lo diseccionó al naturalista y coleccionista de cráneos estadounidense Samuel George Morton y se encuentra junto con el resto de su colección en el Museo Penn en Filadelfia.[6]
- Pearce es el protagonista de la canción "A Tale They Won't Believe" de la banda australiana Weddings Parties Anything. La narración de la canción sigue el relato dado en The Fatal Shore por Robert Hughes.
- La banda australiana The Drones grabó "Words from the Executioner to Alexander Pearce".
- Sus aventuras fueron noveladas en la novela de Marcus Clarke de 1874 For the Term of His Natural Life.
- En 2008 se rodó en Tasmania y Sídney una película biográfica, The Last Confession of Alexander Pearce, protagonizada por Adrian Dunbar, Ciarán McMenamin, Dan Wyllie, Don Hany y Chris Haywood. Se emitió en RTÉ en Irlanda el 29 de diciembre de 2008 y en ABC1 en Australia el 25 de enero de 2009.
- También en 2008 se estrenó Dying Breed, una película de terror sobre Pearce. Presentaba "descendientes" ficticios de Pearce.[7] Filmada en Tasmania y Melbourne (incluido el río Pieman en la costa oeste de Tasmania), Dying Breed está protagonizada por el escritor/actor Leigh Whannell y Nathan Phillips.[7]
- La historia del canibalismo de Pearce se convirtió en otra película de larga duración llamada Van Diemen's Land, estrenada en los cines australianos en septiembre de 2009.[8]